# Garsa de mar variable
La garsa de mar variable (Haematopus unicolor) és una espècie d'ocell de la família dels hematopòdids (Haematopodidae) que habita platges i estuaris de Nova Zelanda, a les tres illes principals i les Chatham.